# Jean Anderson
Jean Anderson, född 12 december 1907 i Eastbourne, East Sussex, död 1 april 2001 i Edenhall, Cumbria, var en brittisk skådespelare.
För svenska TV-tittare mest känd som modern Mary Hammond i TV-serien Arvingarna, som visades 1972–1976, och TV-serien Tenko (1982–1984).
Hon hade ofta roller som vänlig sjuksköterska, trött mor eller gammal ungmö. Hon framträdde även mycket på scen.

## Filmografi (urval)
- 1956 – Ett kungligt äventyr
- 1956 – Våld i Malaya (titel Fem svarta höns i svensk TV)
- 1967 – Half a Sixpence
- 1972–1976 – Arvingarna (TV-serie)
- 1979 – En dam försvinner
- 1982–1984 – Tenko (TV-serie)
- 1993 – Diana – hennes egen historia
- 2000 – Slutspel